# 香港態度
香港态度（英語：Hong Kong Attitude，簡稱HKA）是由亞洲選手組成的一支香港職業電子競技隊伍，成員主要來自臺灣與香港，隸屬香港電子競技有限公司。該戰隊成立於2013年，《英雄聯盟》分部後以「Hong Kong Esports」（HKE/HKES）名義專注參與賽事；後於2017年5月16日改用現名。

## 大事記
他們組成後第一個參加的競技性比賽為「香港電子競技資格賽」（Hong Kong Esports Challenge），第一雙週常規賽的成績是亞軍，第二雙週則成功獲得冠軍，得到晉級季後賽的資格。
2014年11月27日，HKE出席於台北舉辦的英特爾極限高手盃第9季資格賽，此為他們首次參加的大型國際性賽事。
在2015年LMS港澳台聯賽中，HKE獲得第3名，得到夏季季後賽的資格，他們在前2場淘汰賽均以3:1擊敗Midnight Sun和Yoe閃電狼晉級決賽，但決賽被Ahq e-Sports Club直落3擊敗，無緣獲得世界賽的第1張門票。而在資格賽中，雖然HKE以3:2擊敗TPA，但在決賽中卻被閃電狼以3:2擊敗，正式無緣2015年世界賽。
2015年10月29日，Toyz於自己臉書發文公佈已離開HKE，並疑似暗示香港電子競技有限公司老闆曾於7月9日對上Midnight Sun的比賽中逼自己打假比賽。而Garena也發出聲明表示得悉事件，將判處HKE新台幣20萬元罰款。
2017年8月28日：於2017 LMS區域選拔賽，在26、28日以3:1以及3:0分別擊敗J Team以及Raise Gaming，拿下冠軍，並確定取得2017世界大賽的LMS第三種子參賽權，與ahq、閃電狼一同進軍2017世界大賽。
2018年1月16日，華固建設豪宅建案「華固奧之松」管理委員會拒絕HKA入住。
2019年9月8日：於2019 LMS區域選拔賽，分別擊敗閃電狼以及G-Rex，拿下冠軍，並確定取得2019世界大賽的LMS第三種子參賽權，與ahq、J Team一同進軍2019世界大賽。
2019年10月12日：於《傳說對決》2019年GCS夏季賽贏得總冠軍，並為隊史首冠。
2019年11月：於「傳說對決國際錦標賽」（Arena of Valor International Championship）贏得第三名。
2021年10月31日：於《傳說對決》2021年GCS夏季賽贏得總冠軍，並為隊史第二冠。
2021年12月：於「傳說對決國際錦標賽」（Arena of Valor International Championship）贏得第三名。
2023年10月21日：於《傳說對決》2023年GCS夏季賽贏得總冠軍，並為隊史第三冠。
2023年12月23日：於「傳說對決國際錦標賽」（Arena of Valor International Championship）贏得第四名。

## 傳說對決

### 得獎記錄[13]

#### 職業賽成績
- 2017年GCS夏季賽：季軍
- 2018年GCS春季賽：第七名
- 2018年GCS夏季賽：第七名
- 2019年GCS春季賽：第六名
- 2019年GCS夏季賽：冠軍
- 2020年GCS春季賽：亞軍
- 2020年GCS夏季賽：季軍
- 2021年GCS春季賽：殿軍
- 2021年GCS夏季賽：冠軍
- 2022年GCS春季賽：殿軍
- 2022年GCS夏季賽：第五名
- 2023年GCS春季賽：第五名
- 2023年GCS夏季賽：冠軍
- 2024年GCS春季賽：第五名
- 2024年GCS夏季賽：季軍
- 2025年GCS春季賽：殿軍

#### 國際賽成績
AIC國際錦標賽
- 2019年：季軍
- 2020年：八強
- 2021年：季軍
- 2023年：殿軍
- 2024年：【瑞士輪】第三輪C組-淘汰（0-3）

APL超級職業聯賽
- 2020年：季軍
- 2023年：八強
- 2024年：八強
- 2025年：【瑞士輪】第三輪C組-淘汰（0-3）

### 現役成員
| 比賽帳號    | 本名   | 遊戲定位 | 國籍     | 生日                  | 暱稱   | 常用英雄             | 備註                                                              |
| HKA Fong    | 陳仕峰 | 凱撒路   | 中華民國 | 2006年5月20日（18歲） | 阿峰   | 瑞克、司科德、弗洛倫 | 前永平工商凱撒路，2022年S1校園傳說亞軍，2023年GCS夏季賽冠軍凱撒路 |
| HKA Dwei    |        | 打野     | 中華民國 |                       | Dwei   |                      |                                                                   |
| HKA WenYan  |        | 中路     | 中華民國 |                       | WenYan |                      |                                                                   |
| HKA KunChi  |        | 魔龍路   | 中華民國 |                       | KunChi |                      |                                                                   |
| HKA YanPu   |        | 輔助     | 中華民國 |                       | YanPu  |                      |                                                                   |
| HKA Show    |        | 輔助     | 中華民國 |                       | Show   |                      |                                                                   |
| HKA XianYo  |        | 教練     | 中華民國 |                       | 鮮佑   |                      |                                                                   |
| HKA Outcast |        | 教練     | 中華民國 |                       | 邊緣   |                      |                                                                   |
| HKA LuYao   |        | 凱撒路   | 中華民國 |                       | 陸瑤   |                      |                                                                   |
| HKA TheMan  | 余翰禮 | 後勤     | 香港     | 1999年11月2日（25歲） | 冷麵   |                      | 2019年GCS夏季賽冠軍魔龍輸出                                       |
| HKA CK      | 賈宏鼎 | 顧問     | 中華民國 | 1987年3月19日（37歲） | 希克   |                      | 2017年AIC世界賽冠軍教練                                           |
| HKA Rudy    | 張庭瑋 | 總監     | 中華民國 |                       | Rudy   |                      |                                                                   |
| HKA AN      | 張旂銨 | 領隊     | 中華民國 |                       | 小銨   |                      |                                                                   |

### 過往成員
| 比賽帳號    | 遊戲定位       | 國籍     | 暱稱   | 備註 |
| HKA Wesker  | 打野、凱凱路   | 中華民國 | 威哥   | 現高職電競教練 |
| HKA Beicun  | 邊線           | 日本     | 北村   | 前MOP教練，日本裔台灣人，現FaceBook實況主 |
| HKA Mid     | 輔助、中路     | 香港     | Mid    | 前MS、SMG中路，已退役 |
| HKA Lantyr  | 打野、輔助     | 中華民國 | 蘭特   | 退役，前iBEC、FW、BRU、MOP教練，2020年APL世界冠軍教練 |
| HKA Peaunt  | 凱撒路         | 中華民國 | 小花生 | 轉戰英雄聯盟激鬥峽谷 |
| HKA Gua     | 輔助           | 中華民國 | 小青蛙 | 現FW輔助、後勤，2020年APL世界冠軍輔助 |
| HKA Chawan  | 教練           | 中華民國 | 落塵   | 前AHQ、JT魔龍輸出，現Youtube、FaceBook實況 |
| HKA Rainday | 凱撒路         | 中華民國 | 雨天   | 已退役 |
| HKA RB      | 魔龍輸出       | 香港     | 紅豆   | 前FW教練，已退役 |
| HKA Soar    | 打野           | 中華民國 | 宇翔   | 前MAD、MS、FW、NVM、ONE打野，前ONE副教練，前DCG教練，2018年印尼雅加達亞運銀牌，2020年GCS年度打野之星，2022年GCS春季賽冠軍候補打野，2022年AIC世界亞軍候補打野                                                         |
| HKA Bala    | 凱撒路         | 中華民國 | 芭樂   | 前CST幼華戰龍校隊、S.T凱撒路，已退役 |
| HKA Yue     | 凱撒路         | 中華民國 | 阿玥   | 前FW打野，前MAD魔龍輸出，前DCG凱撒路、打野 |
| HKA Abao    | 輔助           | 中華民國 | 阿寶   | 前FW輔助，現ONE輔助，2019年GCS夏季賽冠軍輔助，2021年GCS夏季賽冠軍輔助 |
| HKA ikk     | 中路           | 中華民國 | K哥    | 前MOP中路 |
| HKA Navy    | 魔龍輸出       | 香港     | Navy   | |
| HKA Hakke   | 魔龍輸出       | 中華民國 | 哲哲   | 前MAD ONE打野，2020春季GCS冠軍 |
| HKA Wall-E  | 魔龍輸出       | 中華民國 | 瓦力   | 前黎明企鵝魔龍輸出 |
| HKA Junnn   | 輔助           | 中華民國 | 冠俊   | 前FW輔助，現BMG輔助，2023年夏季賽前離隊，2024年GCS春季冠軍輔助，2024年APL世界冠軍輔助，2024年GCS年度輔助之星 |
| HKA Ting    | 教練           | 中華民國 | 宮廷   | 前ONE魔龍輸出、教練，曾短暫執教FL，2020年GCS春季賽、2021年GCS夏季賽冠軍教練、2023年GCS夏季賽冠軍教練，曾於2023年春季賽後離隊，於2023年夏季賽中再次回歸                                                               |
| HKA Zhe     | 輔助           | 中華民國 | 誜哲   | 前MS、FW、ONE輔助，2022年GCS春季賽冠軍輔助，2022年AIC世界亞軍輔助，2023年GCS夏季賽冠軍替補輔助 |
| HKA Weinnn  | 魔龍輸出、打野 | 中華民國 | 維恩   | |
| HKA Hao     | 魔龍輸出、打野 | 中華民國 | 阿豪   | |
| HKA LunLun  | 凱撒路、中路   | 中華民國 | 綸綸   | 前ONE凱撒路，現DCG中路，2022年GCS春季賽冠軍凱撒路，2022AIC世界亞軍凱撒路 |
| HKA Nk      | 打野、魔龍輸出 | 中華民國 | 恩給   | 前LIT黎明企鵝校隊打野，前MOP、ONE打野，2020年ACS校園聯賽總冠軍，2022年GCS春季賽冠軍打野，2022年GCS春季賽冠軍賽FMVP，2021年GCS年度打野之星，2022年AIC世界亞軍打野，2022年GCS年度打野之星，2023年GCS夏季賽冠軍魔龍輸出 |
| HKA XiXi    | 中路           | 中華民國 | 熙熙   | 前FW中路，2020年APL世界冠軍中路，2020年GCS年度中路之星，2021年GCS夏季賽冠軍凱撒路、2023年GCS夏季賽冠軍中路、2021年GCS夏季總決賽FMVP、2023年GCS夏季總決賽FMVP                                                         |
| HKA DaDa    | 打野、魔龍輸出 | 中華民國 | 達達   | 前MS、ST、DCG、黎明企鵝打野，2021年GCS夏季賽冠軍打野，2023年GCS夏季賽冠軍打野，2022年春季賽擊殺王，2024年春季賽擊殺王，2024夏季賽前離隊                                                                              |
| HKA Kevin   | 輔助           | 中華民國 | 凱文   | 前FW、ONE、MOP輔助，2020年GCS春季賽冠軍輔助，2021年GCS春季賽冠軍輔助，2021年AWC世界亞軍輔助，2021年AWC最佳輔助，2021年GCS年度輔助之星，2023年GCS夏季賽冠軍輔助，2023年GCS年度輔助之星                                |
| HKA XiaoLin | 打野、魔龍輸出 | 中華民國 | 小霖   | 前ANK魔龍輸出，現以遊戲實況為主，2019年GCS夏季賽冠軍打野，2021年GCS夏季賽冠軍魔龍輸出 |
| HKA Wuliu   | 魔龍輸出       | 中華民國 | 五六   | |
| HKA EZ      | 教練           | 中華民國 | EZ     | 有著連續11季都擔任戰隊先發的紀錄，2022夏季賽後離隊，2024春季賽轉任教練，2019年GCS夏季賽冠軍中路，2021年GCS夏季賽冠軍中路                                                                                             |

## 王者榮耀 (已解散）

### 賽事成績

#### 2023年
- 2023年KIC世界冠軍盃-小組賽（C組-第四名，總排名十五/十六名）

### 國際賽事出賽紀錄

#### 2023年
- 2023年KIC世界冠軍盃GCS賽區第一種子
  - 教練：HKA CK
  - 選手：HKA Show(對抗路)、HKA Baduck(打野)、HKA Axuanio(中路)、HKA Ming(中路)、HKA Jiaozu(發育路)、HKA HAMISH (發育路)、HKA J7(遊走)
  - 成果：【正賽】小組賽（C組-第四名，總排名十五/十六名）

## 英雄聯盟（已解散）

### 得獎記錄[14]
- LMS 2015夏季季後賽：第二名
- LMS 2016區域賽：第二名
- 台港澳2017資格賽： 第一名
- LMS 2018夏季賽：第三名
- LMS 2019區域賽：第一名
- LMS 2019夏季賽：第三名
- LMS 2019夏季季後賽：第三名

### 選手成員
| 暱稱      | 本名          | 遊戲定位 | 國家/地區              | 離隊去向                 |
| Toyz      | 劉偉健        | 中路     | 中华人民共和国（香港） | 加入G-Rex                |
| GoDJJ     | 王永傑        | 下路     | 中華民國               | 加入Legend Dragon        |
| Stanley   | 王榮燦        | 上路     | 中華民國               | 退役                     |
| Dinter    | 薛弘偉        | 打野     | 中華民國               | 退役                     |
| Gear      | 林國華        | 中路     | 中华人民共和国（香港） | 退役                     |
| Olleh     | 김주성        | 輔助     | 大韓民國               | 加入Immortals            |
| Weiiii    | 張家維        | 輔助     | 中華民國               | 加入Assassin Sniper      |
| Crash     | Lee Dong-woo  | 打野     | 大韓民國               |                          |
| Unified   | 黃俊杰        | 下路     | 中华人民共和国（香港） | 加入Talon Esports        |
| Kaiwing   | 凌啟榮        | 輔助     | 中华人民共和国（香港） | 加入Talon Esports        |
| M1ssion   | 陳孝銜        | 中路     | 中華民國               | 加入G-Rex                |
| Chase     | 薛仲輝        | 中路     | 中华人民共和国（澳門） | 加入F-Soul Esports       |
| Gemini    | 黃楚軒        | 打野     | 中華民國               | 加入G-Rex                |
| cyeol     | Yu Chung Yeol | 中路     | 大韓民國               | 加入Royal Youth          |
| erssu     | Jeon Ik-soo   | 上路     | 大韓民國               | 加入APK Prince           |
| Nova      | 金東炫        | 打野     | 大韓民國               | 加入All Knights          |
| Riris     | 白承珉        | 上路     | 大韓民國               | 加入Winners              |
| MarS      | 許家峻        | 中路     | 中華民國               |                          |
| Destiny   | 이재훈        | 輔助     | 大韓民國               |                          |
| MapleSnow | 楊育瑋        | 上路     | 中華民國               | 加入Afro Beast           |
| Dan       | 김승후        | 下路     | 大韓民國               | 加入HK Attitude Mage     |
| Nestea    | 許寶遠        | 輔助     | 中華民國               | 加入HK Attitude Mage     |
| Wulala    | 柳勝瑋        | 打野     | 中華民國               | 加入Fireball             |
| KuKu      | 林家富        | 中路     | 中华人民共和国（澳門） | 加入Fireball             |
| Veki      | 潘國昇        | 輔助     | 马来西亚               | 加入Kuala Lumpur Hunters |
| Wind      | 賴集賢        | 打野     | 中华人民共和国（香港） | 加入Fireball             |
| Ninuo     | 黃金隆        | 上路     | 中華民國               | 加入Fireball             |
| XiaoLiang | 吳亮德        | 上路     | 中華民國               | 加入ahq Fighter          |
| Raison    | 정수빈        | 下路     | 大韓民國               | 加入Team WE              |
| Chillyz   | 江諾軒        | 中路     | 中華民國               |                          |
| Rokenia   | 전영대        | 中路     | 大韓民國               | 加入7th heaven           |
| May       | 江漢越        | 上路     | 大韓民國               |                          |
| Smurph    | 이태경        | 打野     | 大韓民國               |                          |
| MnM       | 王嘉駿        | 下路     | 中华人民共和国（香港） | 加入Frank Esports        |
| Wing      | 林永俊        | 輔助     | 中华人民共和国（香港） |                          |
| 3z        | 陳翰          | 上路     | 中華民國               |                          |

### 非選手成員
| 暱稱     | 真實姓名     | 國家/地區              | 職位     |
| Chawy    | 黃心磊       | 新加坡                 | 總教練   |
| SoCool   | 張博信       | 中華民國               | 教練     |
| BBTY     | 蔡金翰       | 新加坡                 | 教練     |
| Bishop   | Eric Lin     | 中華民國               | 經理     |
| Jackie   | 林子傑       | 中華民國               | 分析師   |
| Nelson   | 孫翊維       | 新加坡                 | 副教練   |
| Tabe     | 王柏勤       | 中华人民共和国（香港） | 教練     |
| Sammi    | 唐鵬鈞       | 中華民國               | 電競總監 |
| Kristine | 黃芊瑜       | 中華民國               | 領隊     |
| Grey     | Jordan Corby | 美国                   |          |
| Kevin    | 倪子強       | 中華民國               |          |
| Matthew  | 陳肇鏗       | 中華民國               |          |
| Allen    | 張育綸       | 中華民國               |          |
| Apro     | 楊爵鴻       | 中華民國               |          |
| Revo     | 梁沛誠       | 中华人民共和国（香港） |          |
| 毛毛     | 邱伊婷       | 中華民國               |          |
| Kingdom  |              | 大韓民國               | 教練     |
| Mambaz   | Andrew Leung | 中华人民共和国（香港） |          |
| Sunny    | Sunny Ip     | 中华人民共和国（香港） |          |

## 鬥陣特攻（已解散）

### 得獎記錄
- 《鬥陣特攻》2019年太平洋職業競技賽：第一名[15]

### 過往隊員
詳見下表：
| 暱稱     | 本名   | 位置 | 本籍                   | 過去戰隊                    |
| ShaiuLin | 林耕宇 | 輸出 | 中華民國               | StayFrosty (SyF) HeyNothing |
| Ating    | 陳少華 | 坦克 | 中華民國               | BBONG mE                    |
| CQB      | 楊浩誠 | 輔助 | 中華民國               | BBONG mE                    |
| ManGoJai | 黃健朗 | 輔助 | 中华人民共和国（香港） | BBONG mE                    |
| VKEI     |        | 副坦 | 大韓民國               | MSKR                        |
| PERFACT  |        | 輸出 | 大韓民國               | MSKR                        |

### 非選手成員
| 暱稱   | 本名   | 本籍                   | 身分   |
| Derek  | 鍾培生 | 中华人民共和国（香港） | 所有者 |
| ININ77 | 王啟宏 | 中華民國               | 教練   |
| Jay    | 陳柏霖 | 中華民國               | 教練   |

### 已離隊
| 暱稱 | 本名   | 位置 | 本籍     | 離隊日期   |
| K4   | 陳志瑋 | 輸出 | 中華民國 | 2017-08-08 |

## 外部連結
- HKA官方網站 （页面存档备份，存于）
- HKA FB官方網站 （页面存档备份，存于）